# 司馬肜
司馬 肜（しば ゆう、? - 永寧2年5月7日（302年6月18日））は、西晋の皇族。字は子徽。司馬懿の第8子。母は張夫人。

## 生涯
清廉潔白であり、高貴な様で評判であった。謙虚で慎ましい人柄だったが、何の才能も持ち合わせていなかった。
嘉平2年（250年）、司馬懿が政変を起こして魏朝廷を掌握する（高平陵の変）と、司馬肜は平楽亭侯に封じられた。咸熙元年（264年）、五等爵の制度が復活されると、開平子に改封された。
泰始元年（265年）、西晋が興ると、梁王に封じられ、食邑5358戸が与えられた。後に封国へ出鎮し、北中郎将・都督鄴城守諸軍事に任じられた。当時、諸王は下級官吏を自ら選任することが出来、司馬肜は汝陰郡の上計吏（会計係）である張蕃を中大夫に取り立てた。だが、張蕃は本名を張雄と言い、かねてより品行が悪くかつては曹爽の取り巻きであったが、名を改めて過去の経歴を秘匿する事で司馬肜と修好を深めていた。この事実を有る官吏が上奏すると、司馬肜は1県が削られた。
咸寧年間、陳国・汝南郡の南頓県を増封された。太康年間、孔恂と交代で監豫州諸軍事・平東将軍に任じられ、許昌を鎮守した。しばらくして、司馬肜は元の職務のままで下邳王司馬晃に代わって監青徐二州諸軍事となり、安東将軍に進んだ。
元康元年（291年）4月、征西将軍に昇進し、秦王司馬柬に代わって都督関中諸軍事に任じられ、護西戎校尉を兼任した。しばらくして侍中を加えられ、都督梁州諸軍事に進んだ。9月、召喚を受けて入朝し、衛将軍・録尚書事に任じられた。
元康4年（294年）、弟の趙王司馬倫は関中を守備していたが、その刑賞は不公平であり、関中を混乱させて氐・羌の反乱を招いてしまった。
元康6年（296年）1月、行太子太保に任じられ、朝廷より1000の兵と100の馬を与えられた。5月、朝廷は司馬倫が関中を乱したと判断して司馬倫を更迭し、代わりに司馬肜は征西大将軍・都督涼雍二州諸軍事に任じられ、関中を鎮守して、左右長史・司馬を設置した。雍州刺史解系は弟の解結と共に、司馬倫の側近孫秀を処刑して挙兵した氐・羌に謝罪するべきだと主張した。朝廷の第一人者であった張華はこの事を司馬肜に伝えると、司馬肜は孫秀の処刑に一度は同意したが、孫秀の友人の辛冉が司馬肜に許しを請うたので、死罪を免じた。
8月、秦州・雍州の氐・羌は氐人の斉万年を皇帝に推戴して自立した。11月26日、司馬肜は西戎校尉を兼務し、好畤県に兵を駐屯させ、安西将軍夏侯駿と共に建威将軍周処・振威将軍盧播らを統率して斉万年討伐に当たった。かつて、司馬肜は法を犯して周処から糾弾された事が有り、一方的に周処を忌み嫌っていた。297年1月4日、司馬肜は周処に五千の兵で斉万年の七万の兵と戦う様命じた。周処は「後援がない軍は必ず負けます。我が身が滅ぶだけなら構いませんが、それが国の恥となります」と進言したが、司馬肜と夏侯駿は無視した。司馬肜は周処軍の将兵が食事をする時間も与えずに出撃を強要し、一切の後援を断絶させた。盧播・解系もまた周処救援の為に出兵せず、周処は奮戦するも戦死した。この一件で、朝廷より叱責を受けた。
司馬肜は傲慢であり軍備を整える事も無く、その後も斉万年の侵攻を止める事が出来なかった。その為、積弩将軍孟観が討伐軍の総大将に立てられた。
元康9年（299年）1月、孟観が斉万年を破って捕らえると、司馬肜は入朝して征西大将軍・尚書令・領軍将軍・録尚書事に任じられた。
当時、洛陽では賈南風や賈謐・郭彰を始めとした賈氏一族が権勢を誇っており、司馬倫はその誅殺を目論んで司馬肜に持ち掛け、司馬肜もこれに同意した。
永康元年（300年）4月3日、司馬倫と共に恵帝から密詔を受けたと称し、皇后賈南風を廃位して平民に落とした。4月7日、太宰・守尚書令に任じられ、2万戸を加増された。司馬倫が朝政を補佐するようになると、司馬肜は星象変化が生じているのを発見し、占いを行った結果、不吉な兆候とされた。司馬倫の側近孫秀は禍を受けるのを恐れ、司徒を省いて丞相として司馬肜に与えた。これは形だけの昇進であり、司馬肜へ禍を擦り付けようとしたものであった。有る人は「司馬肜には実権などなく、恩恵などあるはずもない」と言った。その為、司馬肜は固くこれを辞退し、決して受けなかった。
永康2年（301年）1月9日、司馬倫が帝位を簒奪すると、司馬肜は宰衡として朝政を取り仕切る様命じられ、武士100人、軒懸の楽団10人が下賜された。4月、斉王司馬冏らが政変を起こして司馬倫が廃位されると、司馬肜らは上書して「趙王父子の凶逆は誅に伏すべきです」と述べた。間もなく司馬倫は死を賜った。同年（永寧元年）6月、太宰に任じられ、司徒を兼任した。また、高密王司馬泰に代わって宗師となった。
永寧2年（302年）5月7日、司馬肜はこの世を去った。喪葬は汝南文成王司馬亮の先例に倣うものとされた。諡号について議論がなされると、博士蔡克は司馬肜が国家の重鎮でありながら、災難を全て傍観して義を尽くさなかった事から、諡号を霊とすべきであるとした。梁国常侍孫霖は司馬肜の側近であったので、この事を濡れ衣であると宣言し、官署において公文を発行し、当時は賈南風や司馬倫により朝廷は制御されており、司馬肜にはどうする事も出来ず、これを咎めるのは間違いであると反論した。だが、蔡克は重ねて司馬肜の不忠を論議したので、朝廷はこの意見を容れて諡号は霊とされた。後に、司馬肜の下級官吏であった者がこれを不当であるとして幾度も追訴したので、諡号は改められて孝とされた。

## 逸話
司馬肜は関中にいた時、賓客を招いて会合を催した。司馬肜は参軍王銓へ「我の従兄弟（司馬泰）は尚書令の地位にあるのに、権力を享受する事が出来ていない。権力というのは得難いものだ」と述べると、王銓は「公はこの地で権力を独占しており、これは容易な事ではありません。」と述べた。また司馬肜は「長史の中で誰が最も権利を有しているかね」と問うと、王銓は「盧播でしょう」と答えた。司馬肜は「彼は家臣であるからわざわざ挙げなくともよい」と言うと、王銓は「天下はみな家臣で占められており、王法を恐れて他の者を推挙する事など出来ません」と言うと、司馬肜は「我は長安にいるのに、どんな悪い事が起こるというのか！」と返し、自らが清廉である事を示した。王銓は「朝廷の内外では、公が賢人を推挙して不仁の者を朝廷から遠ざけるのを期待しております。汝は三公に匹敵する地位にあって政務を補佐する立場にあるからには、これらを行ってこそ清廉と呼ばれるべきであり、今は称賛には値しません」と述べると、司馬肜は大いに恥じ入った。